# Maj på Malö (film)
Maj på Malö är en svensk film från 1947, i regi av Schamyl Bauman och Ragnar Arvedson, med manus av Arvedson och Rune Waldekranz. Filmen är baserad på Evert Taubes vissamling Ballader i Bohuslän.

## Handling
Handelsmannen Flinck (Ludde Gentzel) har på Malö i Bohusläns skärgård en diversebutik, i vilken han berättar historier om sin son Janne, som gått till sjöss. Han berättar emellertid inte hur det gick till när sonen gick till sjöss för tio år sedan: Flinck körde i väg honom efter att ha kommit på honom med att stjäla ur kassan.
En dag dyker Janne (Olof Bergström) upp i affären. Han kallar sig kapten och bär uniform, men den är endast en förklädnad som Jannes skumme kompis Marseljäsaren (Kolbjörn Knudsen) ordnat. Janne och Marseljäsaren planerar en kupp, men då Janne träffar fiskarflickan Maj (Inga Landgré) kommer han på andra tankar. Han vill nu leva ett hederligt liv, och övertalar öns fiskare att gå ihop och skaffa en modern trålare. Fiskarna samlar ihop pengar till köpet, men Marseljäsaren stjäl dem ur Flincks kassaskåp.
Maj upptäcker Marseljäsarens brott och följer efter honom, men blir fångad och instängd i ruffen på hans motorbåt. Marseljäsaren sätter båten på grund och flyr till en närbelägen fyr. Janne kommer dit, och de båda börjar slåss. Under slagsmålet faller Marseljäsaren ner från fyrtornet och omkommer. En tid efteråt gifter sig Maj och Janne, och Janne blir kapten på öbornas nya trålare.

## Om filmen
Som förlaga till Maj på Malö hade man Evert Taubes diktsamling och vissamling Ballader i Bohuslän från 1943 (även kallad Samlade visor 9), som innehåller visan Maj på Malö. Filmen spelades in mellan juli och september 1947. Exteriörscenerna spelades in i Sotenäs kommun, bland annat i Kungshamn, Hunnebostrand, Smögen och Hållö fyr samt i Långedrag i Göteborg. Ragnar Arvedson var regissör under de första dagarna av inspelningen. Åke Söderblom medverkade samtidigt i en annan film som spelades in i samma trakter, Kärlek, solsken och sång i regi av Per Gunvall.

Filmen premiärvisades på biograf Grand i Stockholm den 22 oktober 1947. Den fick ett tämligen ljumt mottagande av kritikerna: Stig Almqvist på Aftontidningen tyckte att det "pratas [...] ihållande och hjälten är icke mycket hjälte", och kallade manuset "konstgjort". Signaturen Jerome (Göran Traung) på Dagens Nyheter tyckte att "[m]ycket märg och kraft finns inte i filmen", och Robin Hood på Stockholms-Tidningen skrev: 
| ” | Maj på Malö – där har Schamyl Bauman gjort det lätt för sig. En latare film kan inte tänkas 1947. Man tycker sig försatt till filmens barndom, när filmerna var 2–3 akter och handlingen berättades naket rakt på sak utan försök till psykologisk motivering, människoskildring och bildrikedom. | „ |

Maj på Malö är den andra av tre 1940-talsfilmer som är löst baserade på Evert Taubes visor. Den första var I Roslagens famn i regi av Schamyl Bauman (1945) och den tredje är Sjösalavår i regi av Per Gunvall (1949).
Maj på Malö har visats i SVT, bland annat i juni 2019.

## Rollista i urval
- Inga Landgré – Maj, fiskarflicka

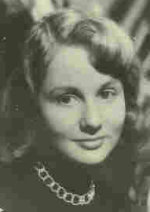
Inga Landgré år 1950.

- Ludde Gentzel – handelsman Anders Flinck
- Olof Bergström – Janne, handelsman Flincks son
- Kolbjörn Knudsen – "Marseljäsarn", bov
- Bernhard Sönnerstedt – Olle Tärna, fiskare
- Åke Söderblom – Spiggen, gast på Olle Tärnas båt
- Josua Bengtson – Holmberg, fiskare
- Harry Ahlin – John Eriksson, kallad Långviks-Erik, fiskare
- Emy Hagman – Svea på hotellet
- Lillie Wästfeldt – Tekla Frid, änka
- Ivar Hallbäck – Fredlund, fiskare
- Albin Erlandzon – Per, fiskare
- Erik Forslund – fiskare

## Musik i filmen
- Sommarnatt (Kom i min famn och låt oss dansa här en vals, min Rosmari), kompositör och text Evert Taube, instrumental
- Maj på Malö, kompositör och text Evert Taube, sång Bernhard Sönnerstedt
- Rönnerdahls polka eller Rönnerdahl målar, kompositör och text Evert Taube, instrumental
- Havsörnsvals, kompositör och text Evert Taube, instrumental
- Vals ombord (Tonerna de gå), kompositör och text Evert Taube
- Lieder ohne Worte, op. 62. Nr 3, Trauermarsch, kompositör Felix Mendelssohn-Bartholdy, instrumental
- Min älskling, du är som en ros (Tango Milonga), kompositör och text Evert Taube, texten härstammar från Robert Burns dikt A Red, Red Rose, sång Bernhard Sönnerstedt